# NGC 6251
NGC 6251 је елиптична галаксија у сазвежђу Мали медвед која се налази на NGC листи објеката дубоког неба.
Деклинација објекта је + 82° 32' 18" а ректасцензија 16h 32m 31,8s. Привидна величина (магнитуда) објекта NGC 6251 износи 12,9 а фотографска магнитуда 13,9. NGC 6251 је још познат и под ознакама UGC 10501, MCG 14-8-10, CGCG 367-13, NPM1G +82.0085, PGC 58472.